# Кабилтобе
Кабилтобе́ (каз. Қабылтөбе) — село у складі Теректинського району Західноказахстанської області Казахстану. Входить до складу Теректинського сільського округу.
У радянські часи село називалось Кабултобе або Амангельди.
Населення — 42 особи (2021; 84 у 2009, 155 у 1999, 153 у 1989).